# Bundestagswahlkreis Oberallgäu
Der Bundestagswahlkreis Oberallgäu (Wahlkreis 256) ist ein Wahlkreis für die Wahlen zum Deutschen Bundestag in Bayern. Er umfasst die kreisfreie Stadt Kempten sowie die Landkreise Lindau und Oberallgäu. Bei der Bundestagswahl im Jahr 2013 waren 223.340 Einwohner wahlberechtigt. Der Vorgängerwahlkreis des Wahlkreises Oberallgäu war von 1949 bis 1976 der Bundestagswahlkreis Kempten. Die Kreiswahlleitung übernimmt das Landratsamt Lindau.

## Wahlergebnisse

### Bundestagswahl 2025
Zur Bundestagswahl 2025 am 23. Februar wurden 12 Direktkandidaten und 17 Landeslisten zugelassen.
| Kandidaten                               | Kandidaten                       | Parteien/Listen     | Erststimmen | Erststimmen | Zweitstimmen | Zweitstimmen |
| Kandidaten                               | Kandidaten                       | Parteien/Listen     | Stimmen     | %           | Stimmen      | %            |
| ---------------------------------------- | -------------------------------- | ------------------- | ----------- | ----------- | ------------ | ------------ |
|                                          | Mechthilde Wittmanngewählt im WK | CSU                 | 70.228      | 36,8        | 72.528       | 38,0         |
|                                          | Konstantin Plappert              | SPD                 | 16.061      | 8,4         | 20.116       | 10,5         |
|                                          | Andrea Wörle                     | GRÜNE               | 23.667      | 12,4        | 23.602       | 12,4         |
|                                          | Stephan Thomae                   | FDP                 | 8.116       | 4,3         | 8.216        | 4,3          |
|                                          | Rainer Rothfuß                   | AfD                 | 31.804      | 16,7        | 33.444       | 17,5         |
|                                          | Indra Baier-Müller               | FREIE WÄHLER        | 16.474      | 8,6         | 9.775        | 5,1          |
|                                          | Gabriel Bruckdorfer              | Die Linke           | 7.461       | 3,9         | 10.016       | 5,2          |
|                                          | -                                | dieBasis            | –           | –           | 1.225        | 0,6          |
|                                          | Christoph Meiler                 | Tierschutzpartei    | 2.980       | 1,6         | 1.825        | 1,0          |
|                                          | -                                | Die PARTEI          | –           | –           | 894          | 0,5          |
|                                          | Franz Natterer-Babych            | ÖDP                 | 1.559       | 0,8         | 988          | 0,5          |
|                                          | -                                | BP                  | –           | –           | 287          | 0,2          |
|                                          | Daniel Maier                     | Volt                | 2.205       | 1,2         | 1.431        | 0,7          |
|                                          | –                                | PdH                 | –           | –           | 110          | 0,1          |
|                                          | –                                | MLPD                | –           | –           | 45           | 0,0          |
|                                          | –                                | BÜNDNIS DEUTSCHLAND | –           | –           | 206          | 0,1          |
|                                          | -                                | BSW                 | –           | –           | 6.280        | 3,3          |
|                                          | Alfred Dorn                      | Einzelbewerber      | 375         | 0,2         | –            | –            |
|                                          | Marc Wenz                        | Einzelbewerber      | 9.779       | 5,1         | –            | –            |
| Gesamt                                   | Gesamt                           | Gesamt              | 190.709     | 100         | 190.988      | 100          |
|                                          |                                  |                     |             |             |              |              |
| Ungültige Stimmen                        | Ungültige Stimmen                | Ungültige Stimmen   | 999         | 0,5         | 720          | 0,4          |
| Wähler                                   | Wähler                           | Wähler              | 191.708     | 84,4        | 191.708      | 84,4         |
| Wahlberechtigte                          | Wahlberechtigte                  | Wahlberechtigte     | 227.116     |             | 227.116      |              |
|                                          |                                  |                     |             |             |              |              |
| Quellen: Die Bundeswahlleiterin, Stimmen |                                  |                     |             |             |              |              |

Kursive Direktkandidaten kandidieren nicht für die Landesliste, kursive Parteien treten ohne Landesliste an.

### Bundestagswahl 2021
Zur Bundestagswahl 2021 am 26. September wurden 12 Direktkandidaten und 26 Landeslisten zugelassen.
| Kandidaten                               | Kandidaten                       | Parteien/Listen      | Erststimmen | Erststimmen | Zweitstimmen | Zweitstimmen |
| Kandidaten                               | Kandidaten                       | Parteien/Listen      | Stimmen     | %           | Stimmen      | %            |
| ---------------------------------------- | -------------------------------- | -------------------- | ----------- | ----------- | ------------ | ------------ |
|                                          | Mechthilde Wittmanngewählt im WK | CSU                  | 53.566      | 29,7        | 55.017       | 30,4         |
|                                          | Martin Holderied                 | SPD                  | 28.401      | 15,8        | 29.910       | 16,5         |
|                                          | Rainer Rothfuß                   | AfD                  | 14.473      | 8,0         | 14.350       | 7,9          |
|                                          | Stephan Thomae                   | FDP                  | 23.604      | 13,1        | 20.953       | 11,6         |
|                                          | Pius Bandte                      | GRÜNE                | 27.817      | 15,4        | 27.393       | 15,2         |
|                                          | Engelbert Blessing               | DIE LINKE            | 4.911       | 2,7         | 5.043        | 2,8          |
|                                          | Annette Hauser-Felberbaum        | FREIE WÄHLER         | 16.181      | 9,0         | 14.970       | 8,3          |
|                                          | Franz Natterer-Babych            | ÖDP                  | 2.233       | 1,2         | 1.253        | 0,7          |
|                                          | -                                | Tierschutzpartei     | –           | –           | 1.959        | 1,1          |
|                                          | -                                | BP                   | –           | –           | 519          | 0,3          |
|                                          | Tommy Schwellinger               | Die PARTEI           | 2.269       | 1,3         | 1.371        | 0,8          |
|                                          | -                                | PIRATEN              | –           | –           | 515          | 0,3          |
|                                          | –                                | NPD                  | –           | –           | 94           | 0,1          |
|                                          | Marcel Frey                      | V-Partei³            | 731         | 0,4         | 306          | 0,2          |
|                                          | –                                | Gesundheitsforschung | –           | –           | 184          | 0,1          |
|                                          | -                                | MLPD                 | –           | –           | 15           | 0,0          |
|                                          | –                                | DKP                  | –           | –           | 30           | 0,0          |
|                                          | Dietrich Busacker                | dieBasis             | 5.508       | 3,1         | 5.209        | 2,9          |
|                                          | –                                | Bündnis C            | –           | –           | 186          | 0,1          |
|                                          | –                                | III. Weg             | –           | –           | 76           | 0,0          |
|                                          | -                                | du.                  | –           | –           | 104          | 0,1          |
|                                          | -                                | LKR                  | –           | –           | 30           | 0,0          |
|                                          | -                                | Die Humanisten       | –           | –           | 136          | 0,1          |
|                                          | –                                | Team Todenhöfer      | –           | –           | 476          | 0,3          |
|                                          | -                                | UNABHÄNGIGE          | –           | –           | 285          | 0,2          |
|                                          | –                                | Volt                 | –           | –           | 357          | 0,2          |
|                                          | Alfred Dorn                      | Einzelbewerber       | 444         | 0,2         | –            | –            |
| Gesamt                                   | Gesamt                           | Gesamt               | 180.138     | 100         | 180.741      | 100          |
|                                          |                                  |                      |             |             |              |              |
| Ungültige Stimmen                        | Ungültige Stimmen                | Ungültige Stimmen    | 1.617       | 0,9         | 1.014        | 0,6          |
| Wähler                                   | Wähler                           | Wähler               | 181.755     | 79,4        | 181.755      | 79,4         |
| Wahlberechtigte                          | Wahlberechtigte                  | Wahlberechtigte      | 228.803     |             | 228.803      |              |
|                                          |                                  |                      |             |             |              |              |
| Quellen: Die Bundeswahlleiterin, Stimmen |                                  |                      |             |             |              |              |

Kursive Direktkandidaten kandidieren nicht für die Landesliste, kursive Parteien sind nicht Teil der Landesliste.

### Bundestagswahl 2017

Stimmzettel von der Bundestagswahl 2017

Zur Bundestagswahl 2017 am 24. September wurden neun Direktkandidaten und 21 Landeslisten zugelassen. Die CSU blieb stärkste Kraft, verlor aber deutlich Stimmen. Neu vertreten ist die AfD. Gerd Müller von der CSU erhielt hierbei das Direktmandat für den Bundestag. Daneben gelangen Peter Felser (AfD) und Stephan Thomae (FDP) in den Bundestag. Lag die Wahlbeteiligung 2013 noch bei 69,4 Prozent, stieg sie hier auf 78,1 Prozent.
| Direktkandidat           | Partei                | Erststimmen in % | Zweitstimmen in % |
| ------------------------ | --------------------- | ---------------- | ----------------- |
| Gerd Müller              | CSU                   | 50,4             | 41,5              |
| Katharina Schrader       | SPD                   | 12,2             | 12,4              |
| Erna-Kathrein Groll      | Bündnis 90/Die Grünen | 9,2              | 11,3              |
| Stephan Thomae           | FDP                   | 7,0              | 10,8              |
| Peter Felser             | AfD                   | 9,6              | 10,6              |
| Franz Xaver Merk         | Die Linke             | 4,7              | 5,8               |
| Hugo Michael Wirthensohn | Freie Wähler          | 4,5              | 2,9               |
| -                        | PIRATEN               | -                | 0,3               |
| Lucia Maria Fischer      | ödp                   | 1,3              | 0,9               |
| Josef Anton Kirchmann    | BP                    | 1,0              | 0,7               |
| -                        | NPD                   | -                | 0,2               |
| -                        | Tierschutzpartei      | -                | 0,9               |
| -                        | MLPD                  | -                | 0,0               |
| -                        | Büso                  | -                | 0,0               |
| -                        | BGE                   | -                | 0,3               |
| -                        | DiB                   | -                | 0,1               |
| -                        | DKP                   | -                | 0,0               |
| -                        | DM                    | -                | 0,2               |
| -                        | Die PARTEI            | -                | 0,5               |
| -                        | Gesundheitsforschung  | -                | 0,1               |
| -                        | V-Partei³             | -                | 0,2               |

### Bundestagswahl 2013
| Direktkandidat         | Partei                | Erststimmen in % | Zweitstimmen in % |
| ---------------------- | --------------------- | ---------------- | ----------------- |
| Gerd Müller            | CSU                   | 60,7             | 52,4              |
| Katharina Schrader     | SPD                   | 17,3             | 16,0              |
| Michael Schropp        | Bündnis 90/Die Grünen | 8,5              | 9,3               |
| Stephan Thomae         | FDP                   | 3,5              | 5,6               |
| Ludwig Streitle        | REP                   | 1,4              | 0,7               |
| Stefan Albanesi        | Die Linke             | 3,6              | 3,6               |
| -                      | NPD                   | -                | 0,6               |
| -                      | BP                    | -                | 0,6               |
| Wilhelm Vachenauer     | ödp                   | 2,7              | 1,4               |
| Ralph Osterkamp        | PIRATEN               | 2,0              | 1,6               |
| -                      | Die Tierschutzpartei  | -                | 0,8               |
| -                      | AFD                   | -                | 4,3               |
| -                      | FREIE WÄHLER          | -                | 2,5               |
| Maximilian Schönberger | Bündnis 21/RRP        | 0,3              | 0,1               |
| -                      | sonstige              | -                | 0,5               |

### Bundestagswahl 2009
| Direktkandidat       | Partei                | Erststimmen in % | Zweitstimmen in % | Bundestagswahl 2005 Zweitstimmen in % |
| -------------------- | --------------------- | ---------------- | ----------------- | ------------------------------------- |
| Gerd Müller          | CSU                   | 53,0             | 44,9              | 52,9                                  |
| Reinhard Strehlke    | SPD                   | 12,2             | 13,0              | 20,9                                  |
| Thomas Hartmann      | Bündnis 90/Die Grünen | 12,8             | 11,3              | 8,2                                   |
| Stephan Thomae       | FDP                   | 11,1             | 16,5              | 10,8                                  |
| Konrad Huber         | REP                   | 1,3              | 1,1               | 1,0                                   |
| Stefan Albanesi      | Die Linke.            | 5,0              | 5,6               | 3,0                                   |
| Alexander Kreidemann | NPD                   | 0,8              | 0,8               | 0,8                                   |
| -                    | PBC                   | -                | 0,2               | 0,3                                   |
| Josef Kirchmann      | BP                    | 1,7              | 1,0               | 0,4                                   |
| Wilhelm Vachenauer   | ödp                   | 2,0              | 1,4               | -                                     |
| -                    | PIRATEN               | -                | 1,7               | -                                     |
| -                    | BüSo                  | -                | 0,0               | 0,1                                   |
| -                    | FAMILIE               | -                | 0,8               | 0,8                                   |
| -                    | DIE VIOLETTEN         | -                | 0,2               | -                                     |
| -                    | Die Tierschutzpartei  | -                | 0,7               | -                                     |
| -                    | RRP                   | -                | 0,6               | -                                     |
| -                    | CM                    | -                | 0,2               | -                                     |

## Wahlkreissieger seit 1949
| Wahl | Name                 | Partei |
| ---- | -------------------- | ------ |
| 1949 | Karl Graf von Spreti | CSU    |
| 1953 | Karl Graf von Spreti | CSU    |
| 1957 | Georg Krug           | CSU    |
| 1961 | Georg Krug           | CSU    |
| 1965 | Georg Krug           | CSU    |
| 1969 | Wolfgang Pohle       | CSU    |
| 1972 | Ignaz Kiechle        | CSU    |
| 1976 | Ignaz Kiechle        | CSU    |
| 1980 | Ignaz Kiechle        | CSU    |
| 1983 | Ignaz Kiechle        | CSU    |
| 1987 | Ignaz Kiechle        | CSU    |
| 1990 | Ignaz Kiechle        | CSU    |
| 1994 | Gerd Müller          | CSU    |
| 1998 | Gerd Müller          | CSU    |
| 2002 | Gerd Müller          | CSU    |
| 2005 | Gerd Müller          | CSU    |
| 2009 | Gerd Müller          | CSU    |
| 2013 | Gerd Müller          | CSU    |
| 2017 | Gerd Müller          | CSU    |
| 2021 | Mechthilde Wittmann  | CSU    |

## Wahlkreisgeschichte
| Wahl      | Wahlkreisname  | Gebiet |
| --------- | -------------- | --- |
| 1949      | 46 Kempten     | Stadt Kempten, Landkreis Kempten (Allgäu), Stadt Lindau (Bodensee), Landkreis Lindau (Bodensee), Landkreis Sonthofen                   |
| 1953–1961 | 241 Kempten    | Stadt Kempten, Landkreis Kempten (Allgäu), Stadt Lindau (Bodensee), Landkreis Lindau (Bodensee), Landkreis Sonthofen                   |
| 1965–1972 | 243 Kempten    | Stadt Kempten, Landkreis Kempten (Allgäu), Stadt Lindau (Bodensee), Landkreis Lindau (Bodensee), Landkreis Sonthofen, Landkreis Füssen |
| 1976–1998 | 242 Oberallgäu | Landkreis Oberallgäu, Stadt Kempten (Allgäu), Landkreis Lindau (Bodensee)                                                              |
| 2002–2005 | 257 Oberallgäu | Landkreis Oberallgäu, Stadt Kempten (Allgäu), Landkreis Lindau (Bodensee)                                                              |
| seit 2009 | 256 Oberallgäu | Landkreis Oberallgäu, Stadt Kempten (Allgäu), Landkreis Lindau (Bodensee)                                                              |